# Reinel János
Reinel János (Szatmárnémeti, 1888. május 15. – Pozsony, 1973. december 26.) újságíró, szerkesztő.

## Életpályája
A gimnáziumot Kassán és Győrben végezte el. A budapesti tudományegyetemen jogot végzett. 1911-ben doktorált. 1912-ben Pozsony közigazgatási gyakornoka lett. 1916–1918 között Pozsonyban, Szencen, Malackán és Galántán volt járási szolgabíró. 1919-ben az elcsatolás után nem vállalt közhivatalt. 1919–1921 között a Mátyusföldi Lapok főszerkesztőjeként dolgozott. 1922-ben a rózsahegyi celluloze- és papírgyár munkása volt. 1922-ben nyugdíjba vonult. Pozsonyba ment, ahol 1923–1925 között a Népakarat főszerkesztője volt. 1925–1937 között A Nép felelős szerkesztője volt. 1927–1932 között a Magyar Néplap főszerkesztője, 1928–1936 között felelős szerkesztője volt. 1928-ban átvette az Új Aurora című irodalmi évkönyv szerkesztését. 1930-ban megindította és 1939-ig szerkesztette a pozsonyi Magyar Minerva című havilapot. 1931. február 16-án Schubert Tódorral együtt rendezte a csehszlovákiai magyar írók bemutatkozását a budapesti Liszt Ferenc Zeneművészeti Főiskolán. 1932–1936 között az Országos Keresztényszocialista Párt pozsonyi Magyar Néplapjának felelős szerkesztője volt.
Kezdeményezte a szlovákiai magyar könyvek és írók részvételét a budapesti könyvnapokon. Több író, köztük Győry Dezső első könyvének megjelenését segítette elő. Cikkeit a Prágai Magyar Hírlap, a Híradó, A Hét, az Új Szó közölte.